# 岩海水浴場
岩海水浴場（いわかいすいよくじょう）は、神奈川県足柄下郡真鶴町岩の相模湾に面した岩海岸にある海水浴場。古くから「源頼朝船出の浜」とも呼ばれている。

## 概要
相模湾に面する真鶴町の海水浴場である。岩漁港がすぐ近くにあり、釣りやヨットを楽しめ、相模湾のアジは新かながわ名産100選に選ばれている。真鶴半島唯一の砂浜の海岸で、県内でも水質が高く、波が静かであるため夏は親子連れで賑わう。海上に架かる岩大橋は岩海岸のシンボル的な存在となっており、かながわの橋100選に選ばれている。さらに左手には弁天島と呼ばれる松と鳥居の島があるのが特徴である。海水浴場のすぐそばには有料駐車場（ハイシーズンのみ有料）がある。

## 歴史
治承4年（1180年）8月28日、石橋山の戦いに敗れた源頼朝が房州に船出した浜と伝えられている。

## 開設期間
7月14日〜8月27日
- 遊泳時間9時〜17時（監視員常駐時間）[4]

## 施設・設備
- 無料シャワー・水洗トイレ・監視所
- 海の家（食事や着替え、温水シャワーの利用などができる。）
- レンタル・パラソル

## アクセス
- JR東日本東海道本線真鶴駅より真鶴町コミュニティバス岩線9分、岩海岸より徒歩0分

## 周辺
真鶴町は鎌倉時代から続く銘石「小松石」の産地であるため、海だけではない史跡が存在する。

- 岩大橋 - かながわの橋100選
- 真鶴町立遠藤貝類博物館
- 岩ふれあい館 - 旧真鶴町立岩小学校
- 岩漁港
- 児子神社
- 道祖神巡り
  - 上の道祖神、下の道祖神
- 五層塔と頌徳碑
- 如来寺跡
- 石工先祖の碑
- 黒田長政供養の碑